# Rød, Hvalers kommun
Rød är en tätort i Hvalers kommun i Østfold fylke i sydöstra Norge. Orten ligger där fylkesväg 108 möter fylkesväg 1128, på den norra delen av ön Asmaløy.